# Faustino Esposel
Faustino Monteiro Esposel (Rio de Janeiro, 24 de outubro de 1888  —  Rio de Janeiro, 16 de setembro de 1931 ) foi médico, membro da Academia Nacional de Medicina e presidente do Flamengo durante a década de 1920.

## Biografia
Ocupou a Cadeira 58 da Academia Nacional de Medicina.
Foi presidente do Flamengo por quatro mandatos durante a década de 1920.

## Sinal de Austregésilo-Esposel
Uma das contribuições mais lembradas de Faustino Esposel é o sinal semiológico que leva seu nome e de seu colega Antônio Austregésilo. O sinal de Austregésilo-Esposel é considerado um dos sucedâneos do sinal de Babinski (reflexo plantar) e foi publicado em 1912, no periódico L'Encéphale. Conforme a descrição do sinal, a estimulação da face anterior ou medial da coxa desencadearia a extensão do hálux e a abertura em leque dos dedos do pé. Isso pode ser observado no lado debilitado do corpo de pacientes com uma síndrome piramidal, também chamada de síndrome do primeiro neurônio motor, cujo exemplo mais clássico é o acidente vascular cerebral.